# 美都餐室

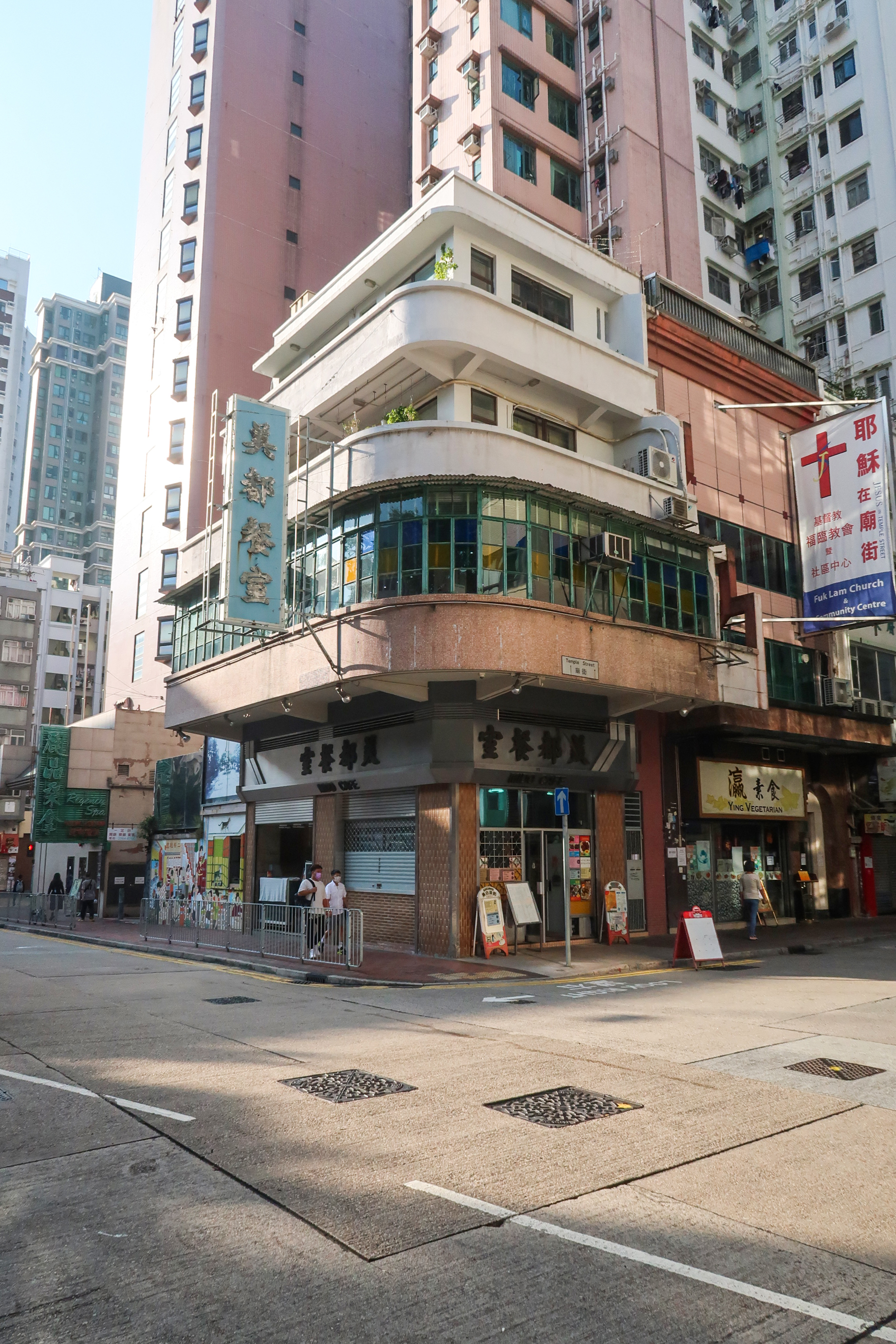
美都餐室外觀

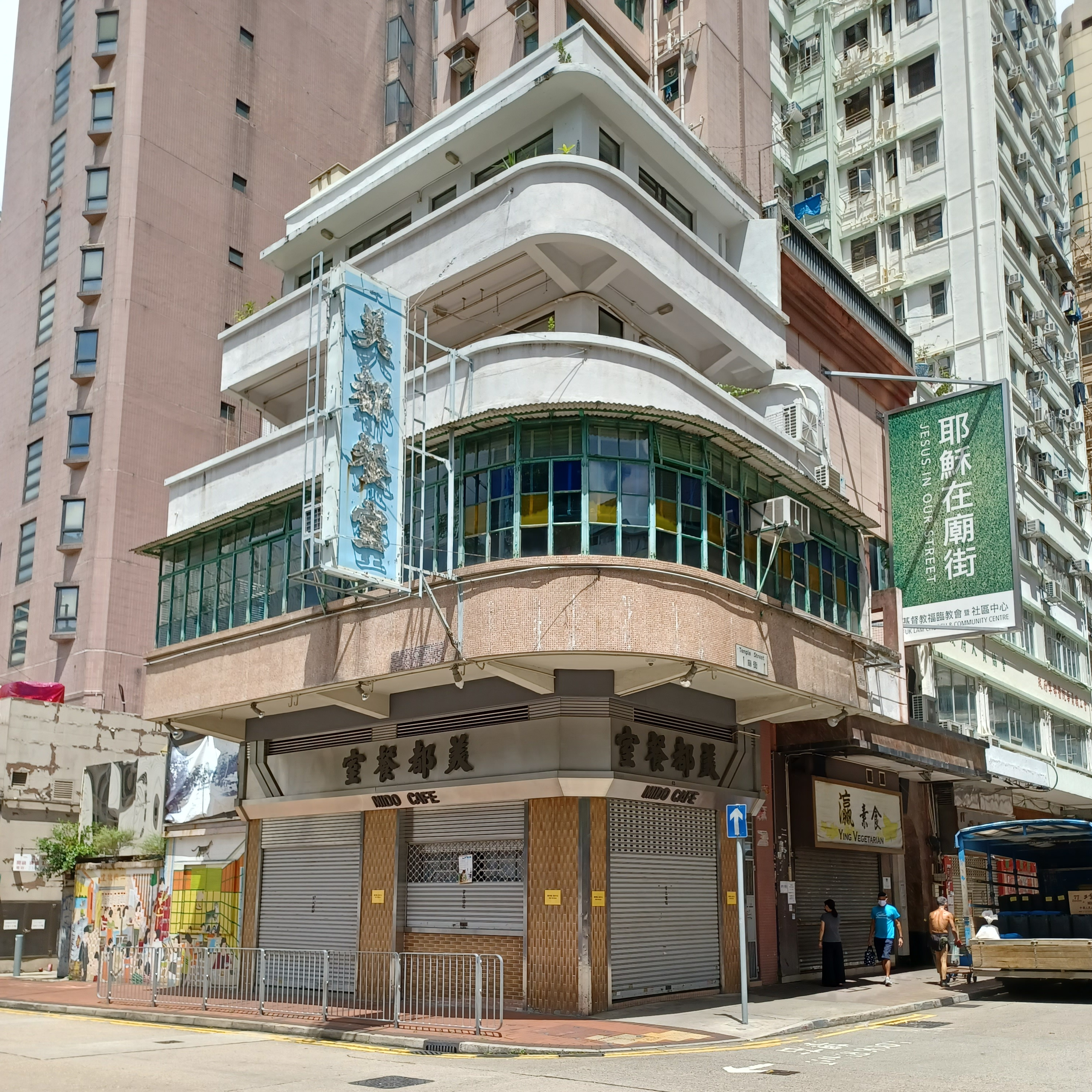
停業期間的美都餐室（2022年8月）

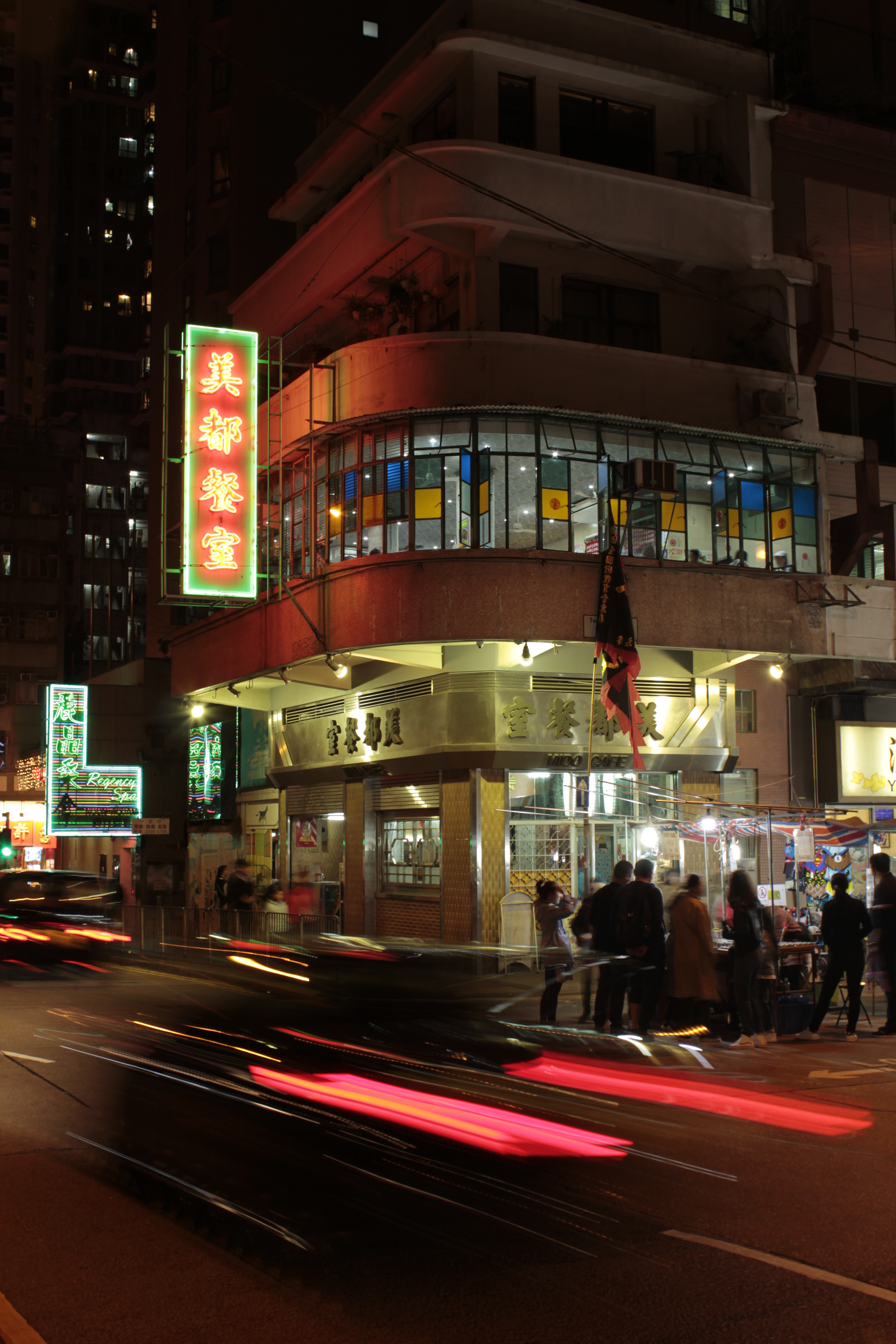
夜間會亮起的霓虹燈招牌

22°18′37″N 114°10′13″E / 22.31024°N 114.17032°E
美都餐室，是一間雙層型的舊式街角茶餐廳，位於香港九龍的油麻地廟街63號的唐樓內。餐廳到2022年3月因新型肺炎疫情停業，到5月中一度恢復經營，但最後到同年7月再次停業，同年10月尾再恢復經營。

## 歷史
美都餐室於1950年1月開業，直至今日仍保留1950年代的裝潢，見證著香港歷史，除地下外更有當年十分普遍的二樓雅座，可以瀏覽廟街及榕樹頭的街景。
1960年代，為應付附近油麻地避風塘的水上人，需要聘請25個伙計。現在美都餐室已經交予創辦人的大女黃醒芬接手經營。
餐室以焗排骨飯、蓮子鴛鴦冰聞名，餐單與平時茶餐廳的不同。不少遊客都會專程到餐室感受香港傳統風味。
到2022年7月中，有市民發現餐廳門口外貼上以6種不同語言的通告，指會向公眾告別。到同年10月28日復業重開。

## 傳統特色
- 掛牆的手寫餐牌
- 紙皮石地板及柱位
- 舊式收銀機及櫃台
- 傳統入榫木製家具
- 上世紀燈飾及燈櫃
- 二樓一列綠色鐵窗
- 一樓「美都飱室」美術字招牌

## 流行文化
美都餐室是多部電影或電視劇如《酒店風雲》和《廟街·媽·兄弟》（摹倣，劇中店名為「妙都」）的拍攝所在地。
2011年2月23日，香港財政預算案發表在即，無線新聞特別委派方健儀在美都餐室主持「茶聚」節目，讓中產人士表達自己在當前經濟環境的難處。
2020年首播的日本電視動畫魔法紀錄魔法少女小圓外傳第一季第六集其中一個場景參考了美都餐室。

## 圖集

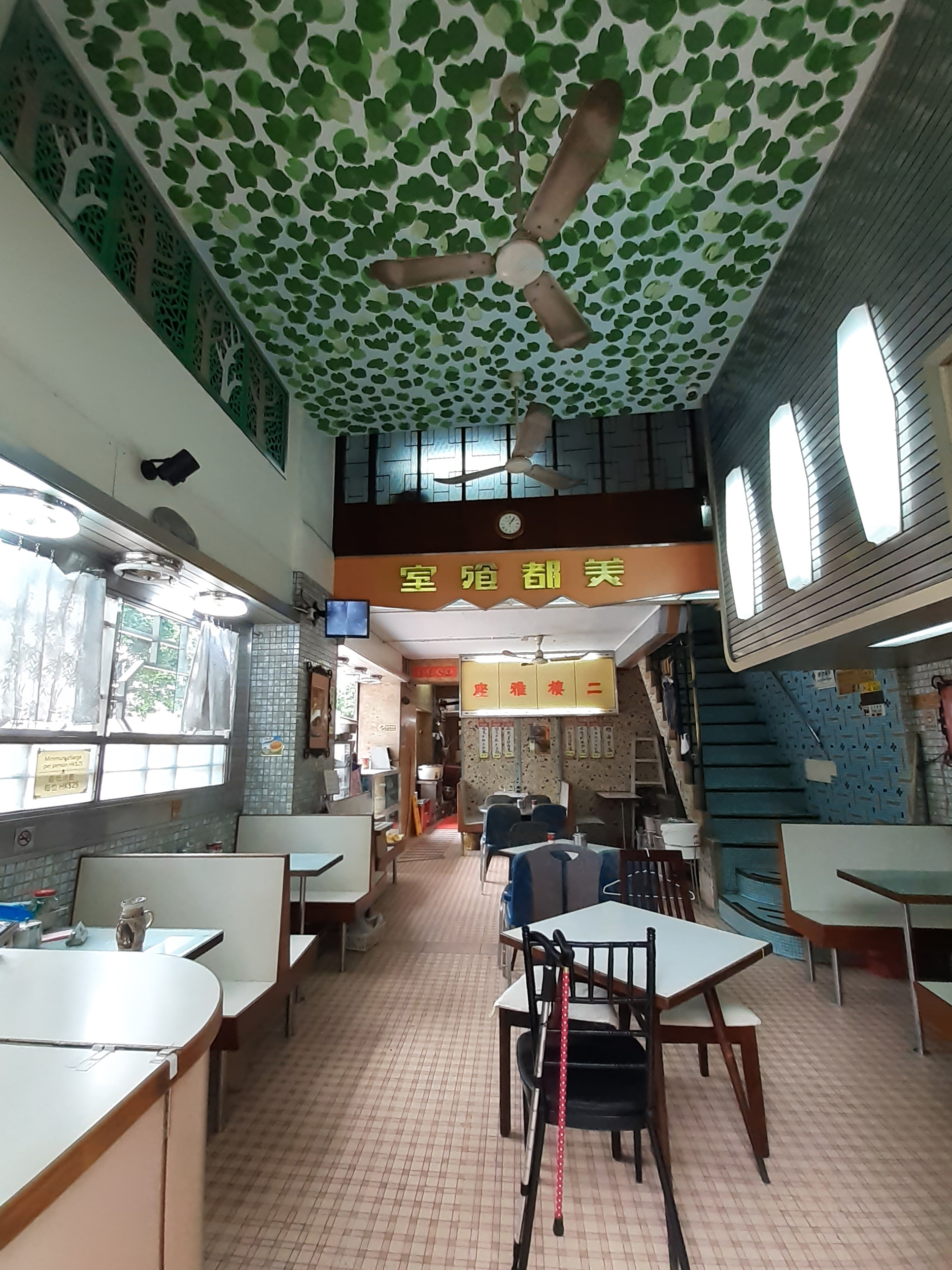
餐廳地下
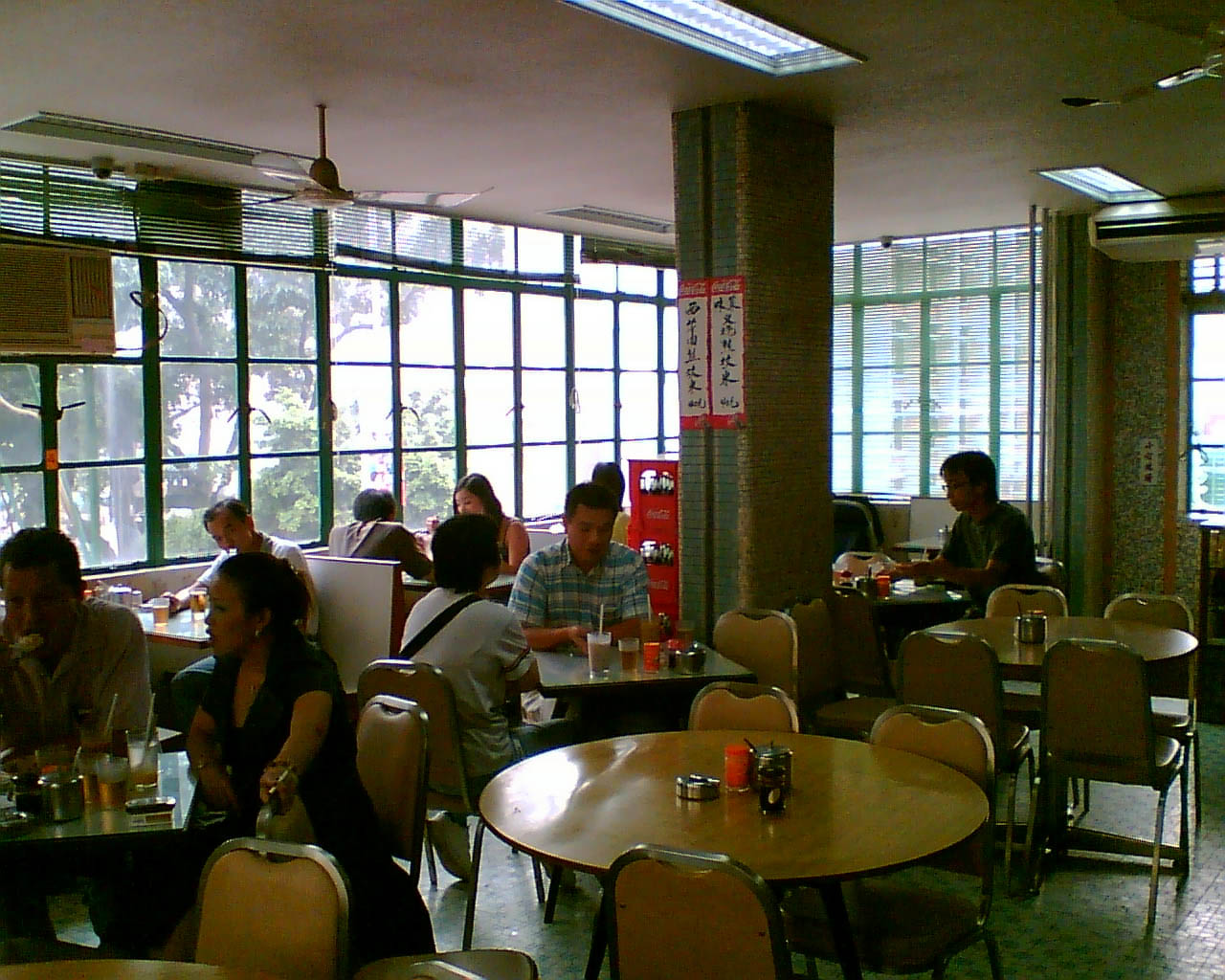
二樓雅座
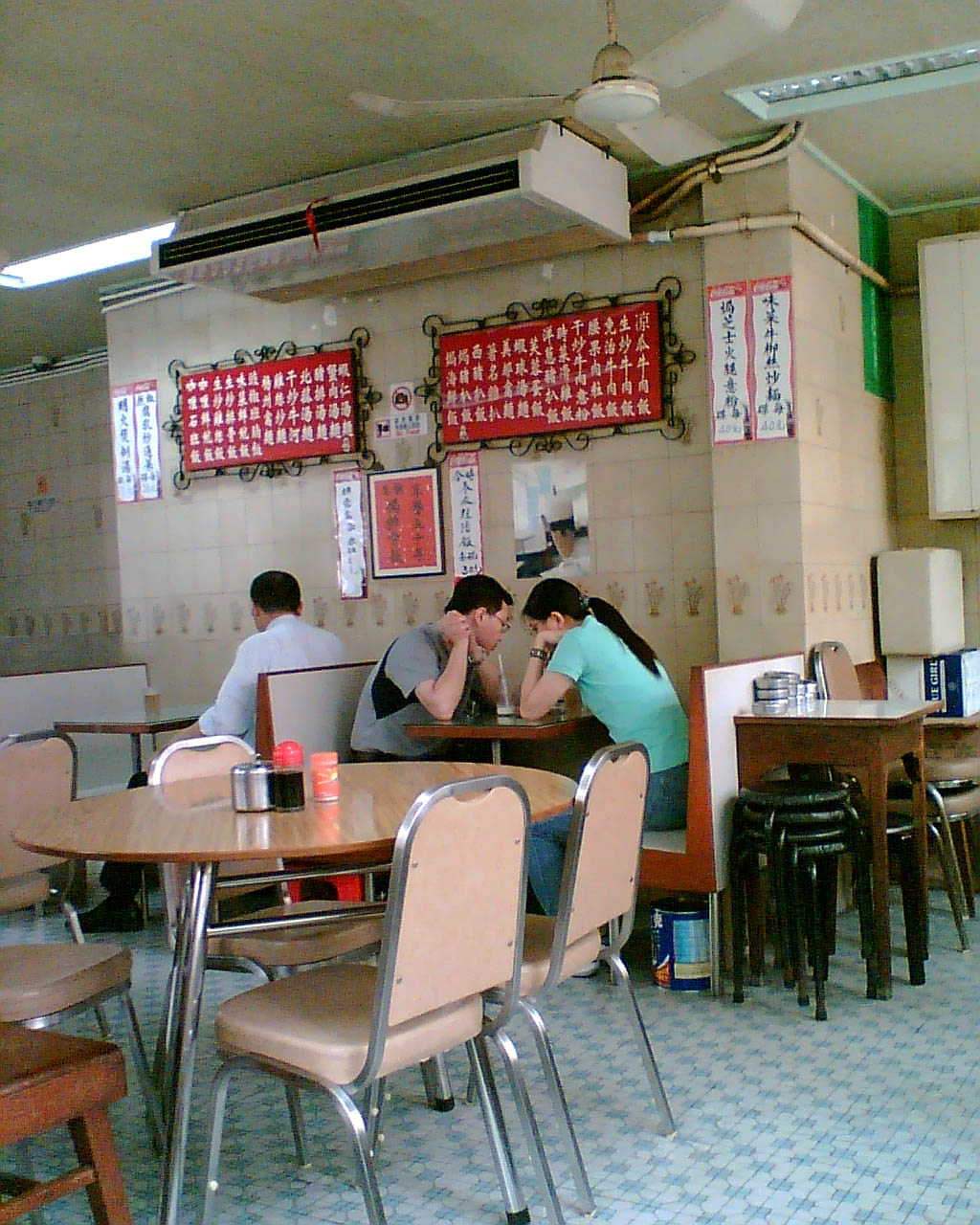
冷氣已代替吊扇

## 外部連結
1. 搵食易 - 美都餐室
2. 《香港記憶》美都餐室：年代特色 （页面存档备份，存于）
3. 電子明周：時間 空間 人間 美都餐室